# Dactylocerca multispiculata
Dactylocerca multispiculata är en insektsart som beskrevs av Ross 1984. Dactylocerca multispiculata ingår i släktet Dactylocerca och familjen Anisembiidae. Inga underarter finns listade i Catalogue of Life.